# Persoonia marginata
Persoonia marginata är en tvåhjärtbladig växtart som beskrevs av Allan Cunningham och Robert Brown. Persoonia marginata ingår i släktet Persoonia och familjen Proteaceae. Inga underarter finns listade i Catalogue of Life.